# Gigliola Frazzoni
Gigliola Frazzoni (Bolonia, 22 de febrero de 1923-3 de diciembre de 2016) fue una soprano italiana.

## Biografía
Nacida en Bolonia, donde estudió con Marchesi y Secchiaroli, hizo su debut en el Teatro Comunale de su ciudad en el papel de Mimi en La bohème.. Rápidamente obtuvo éxito en los teatros de ópera de toda Italia: Turín, Venecia, Parma, Palermo, Roma y Milán. Asistió regularmente al anfiteatro romano de Verona de 1956 a 1972 para actuar en los festivales operísticos de la ciudad. En enero de 1957 participó en el estreno mundial de Francis Poulenc, Diálogos de Carmelitas, como Mère Marie en La Scala de Milán. A partir de 1954 también recorrió los teatros de ópera europeos. 
Destacó en los papeles drámáticos de autores como Verdi y Puccini, así como de otros compositores veristas como Mascagni, Leoncavallo o Umberto Giordano.